# Castello di Trautmannsdorf
Il castello di Trautmannsdorf (Schloss Trautmannsdorf in tedesco), anche noto come castel Batthyány (Schloss Batthyány in tedesco), si trova nel comune austriaco di Trautmannsdorf an der Leitha nel distretto di Bruck an der Leitha, in Bassa Austria, e le sue prime strutture risalgono probabilmente al XII secolo.

## Storia

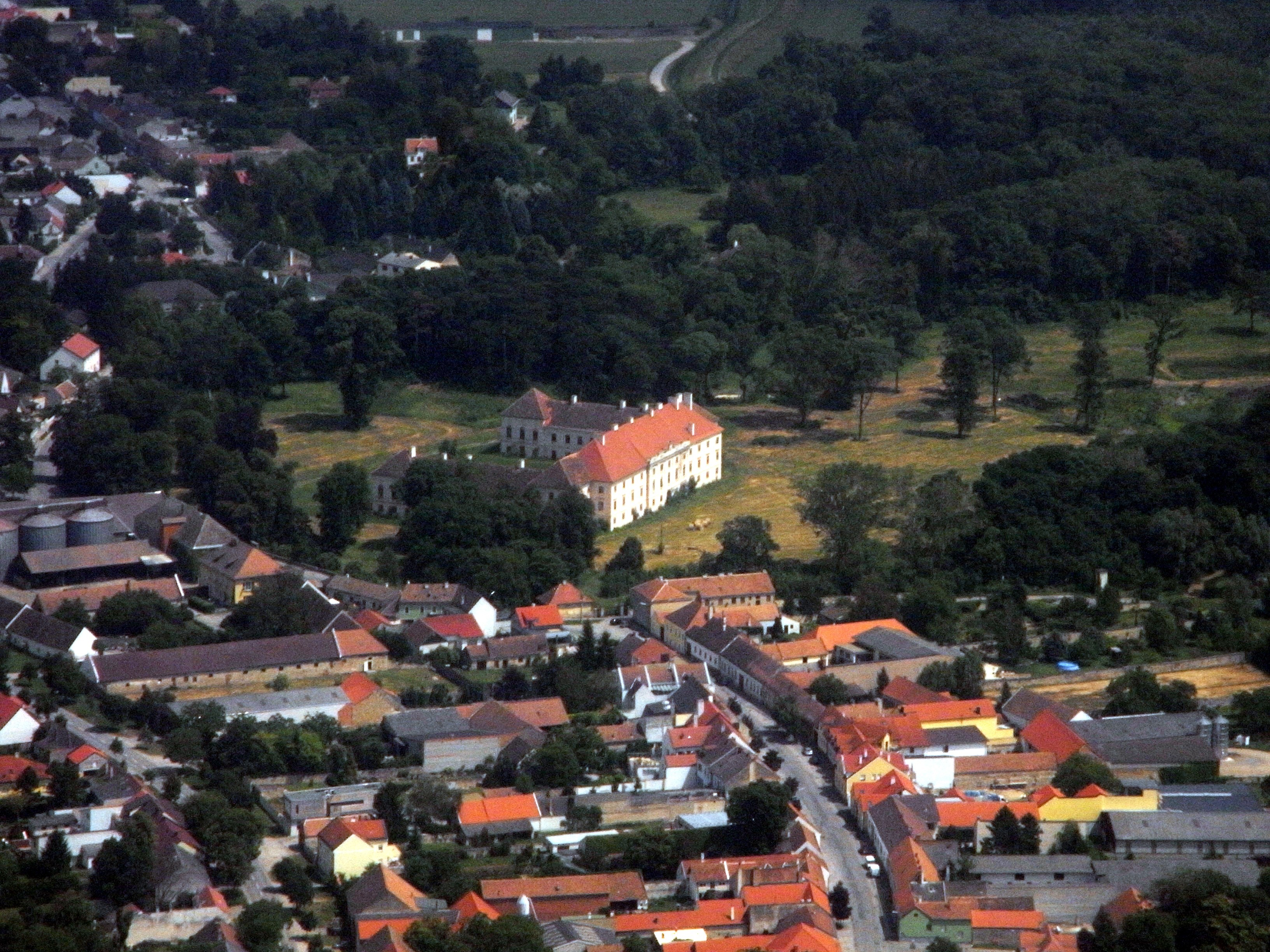
Castello di Trautmannsdorf in un'immagine aerea con l'abitato della cittadina

Il nome della località deriva dalla famiglia Trutman, legata ai Babenberger, che acquisì la proprietà del castello dall'abbazia di Göttweig intorno all'anno 1100 mentre la prima documentazione, risalente ad un periodo compreso tra il 1163 e il 1980, si trova nell'abbazia di Klosterneuburg. Il castello descritto come di piccole dimensioni passò poi alla nobile famiglia degli Stuchsen che lo ottenne come feudo. I titolari dei diritti feudali spettavano alla diocesi di Passavia che quando le famiglie Babenberg e Lengenbach si estinsero concessero agli Stuchsen di mantenere il castello come proprietà libera. Nel XII e XIII secolo la posizione era importante strategicamente perché apparteneva alla cinta difensiva sul fiume Leita che doveva contrastare i possibili assalti dei Magiari. Un castello fu menzionato su documenti a Trautmannsdorf nel 1292 e quando la famiglia Stuchsen si estinse nel 1426 passò a Leopold von Eckartsau che ne confiscò il dominio. Dopo la sua morte passò di proprietà varie volte arrivando al duca Federico III d'Asburgo sino a quando il territorio venne invaso dal re ungherese Mattia Corvino che, quando si ritirò dopo poche settimane, venne restituito all'imperatore, ma per breve tempo. Nel maggio 1482 scoppiò di nuovo la guerra e il Corvino lo riprese cedendolo presto a Johann Sibenhirterr, gran Maestro dell'Ordine di San Giorgio. Vennero registrati nuovi cambi di proprietà sino a quando entrò nelle disponibilità di Ferdinando I d'Asburgo che restituì il castello all'ordine e al suo ultimo Gran Maestro, Wolfgang Prantner. Dopo una cessione non condivisa da parte dell'Ordine Ferdinando I pose il maniero sotto l'amministrazione dello stato. Nel 1560 il castello fu descritto come fatiscente e l'arciduca Carlo lo vendette a Pankraz von Windischgraetz nel 1576. Circa un secolo dopo il castello venne descritto come ben fortificato e grazie a ciò poté resistere all'invasione ottomana del 1683 e ad attacchi successivi portati all'inizio del XVIII secolo. Un importante passaggio di proprietà venne registrato nel 1756 quando il castello fu venduto al conte Karl Joseph von Batthyány, che oltre a Trautmannsdorf, acquistò anche le tenute di Götzendorf, Enzersdorf e Fischamend. Intanto Trautmannsdorf aveva perso la sua importanza come struttura difensiva dopo le innovazioni nel campo delle artiglierie e a causa dei nuovi assetti politici e il principe Philipp nella seconda metà del XIX secolo fece ricostruire il castello secondo lo tile classicista moderno. Quando il principe morì senza eredi, nel 1870, iniziò l'inesorabile declino sia del castello sia della tenuta. Nell'edificio abbandonato da tempo fu allestito per un breve periodo anche un sanatorio per malattie polmonari e le terre circostanti furono affittate. Per quasi tutto il XX secolo è stato abbandonato ed è stato lasciato in rovina. Nel 2014 è stato acquistato da un privato per un nuovo utilizzo e per tale scopo viene restaurato.

## Descrizione

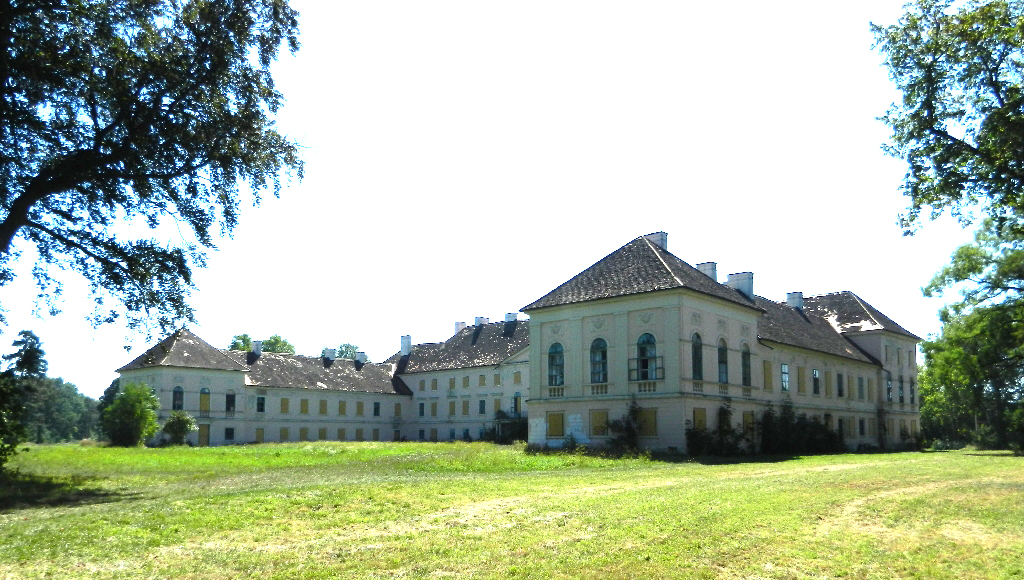
Castello di Trautmannsdorf come appariva nel 2011 visto dal lato del cortile

La struttura che ci è pervenuta si trova nella parte orientale dell'abitato del comune austriaco di Trautmannsdorf an der Leitha nel distretto di Bruck an der Leitha, in Bassa Austria. Del castello originale poi ampliato in un castello rappresentativo con fossato sfortunatamente non esiste alcuna illustrazione o descrizione e solo il cumulo di macerie nel parco residuo ricorda che qui esisteva il castello raffigurato da Vischer nel 1672. L'edificio recente è una struttura allungata a tre piani che si affaccia sul parco. Ha una pianta a ferro di cavallo e le sue ali racchiudono il cortile ricoperto da una fitta vegetazione. Il portale con arco a tutto sesto permette l'accesso all'androne con soffitto piatto. La facciata dell'ala centrale che si affaccia sul cortile mostra un frontone triangolare con timpano decorato dalla raffigurazione di due Angeli realizzati in stucco e reggenti una grande corona d'alloro. Nella parte alta della facciata interna si conserva il grande stemma di famiglia dei Batthyány con a lato due leoni sdraiati. Nelle ali laterali vi erano eleganti scale con struttura a lesene e ringhiere in ferro battuto che collegavano i piani. L'interno dell'edificio si presenta in stato di abbandono aggravato dal crollo di diversi camini che avevano prodotto grandi buchi nel tetto e un ulteriore peggioramento della situazione. Dell'antico splendore non rimane quasi nulla ma restano alcune tracce di affresco raffiguranti scene mitologiche e i segni dello zodiaco. Una stanza era arredata con graziosi dipinti di paesaggi che in parte ci sono pervenuti. Una scala a chiocciola dal piano terreno scende ai locali della cantina che in parte appartengono all'edificio originale. I mobili, che all'epoca erano stati appositamente realizzati per la dimora, sono completamente scomparsi. Il parco che circonda il castello è incolto e minacciato da progetti di parziale edificazione. Nella sua parte a nord e sud-ovest si possono ancora vedere le tracce degli antichi fossati che si sono prosciugati naturalmente da tempo.

### Bene architettonico tutelato
In Austria il castello di Trautmannsdorf, che è circondato dal suo parco, è un bene sottoposto a tutela artistica col numero 40422.